# IDon
iDon (en ocasiones estilizado como iDON) es el tercer álbum de estudio del cantante puertorriqueño Don Omar. Fue publicado a nivel mundial en formato digital el 28 de abril de 2009, a través del sello discográfico Machete Music. Como promoción, fue incluido un e-card que mostraba un conteo y un vídeo con información del álbum y el sencillo.
En el álbum aparece como sencillo principal «Virtual diva», además de la canción dance «Sexy robótica» y el reguetón futurista «Blue Zone». Según una entrevista de 2023, el cantante considera a iDon como su álbum favorito.

## Concepto
El título del álbum fue elegido por el cantante como la demostración exacta del cambio radical de Don Omar en la música, describiendo una historia de una “criatura mitad hombre-mitad máquina”. Dentro del álbum también hay canciones lentas, como «Ciao Bella», donde trata de las relaciones perdidas, declarando que a diferencia de sus álbumes previos, este es un álbum conceptual.
Don Omar admitió que está preparado para cambiar su género y que el mundo se adapte a ese cambio, aun cuando otros artistas del reguetón como Wisin & Yandel o Arcángel declararon que nadie sea capaz de cambiar por completo a un género; mientras que por su parte, el cantante optó por no tener colaboraciones en el álbum. El concepto presente fue reflejado en los vídeos conjuntos «The Chosen» y «Virtual diva», donde se da a entender la razón de este cambio.
“Es un cambio musical pero el reggaetón es lo que me gusta hacer. Es un gran momento para mí y para la música, este disco significa un gran paso en cuanto a no temerle a la vanguardia, algo que mis fanáticos me han permitido”.
—Don Omar (2009).
El artista hizo una entrevista con la revista estadounidense de Billboard hablando sobre el proyecto "IDon".
El álbum contiene varios géneros musicales entre Reguetón, electrónica, rock.

## Recepción

### Crítica
El álbum tuvo una recepción mixta cuando fue publicado, con el periódico español Público notando que a pesar de su concepto loable, la recepción por parte del público hacia el cantante ha sido más severa, declarando: “los puristas del reggaetón, que también los hay, le han acusado de comercializarse en sus últimos discos”. Sobre el concepto futurista presente, la reseña de AllMusic describe al álbum como el «Mr. Roboto» del reguetón, aunque sus aspectos esotéricos fueron descritos como “más similares a los álbumes de Prince que de Styx, especialmente cuando se trata de la valía general y el nivel de frustración por parte de los aficionados”.

### Comercial
En su primera semana, el álbum logró ventas de 17 186 copias, alcanzando la vigesimoctava posición en la lista Billboard 200, como también el primer lugar en la lista Top Latin Albums. Debido a comparaciones con su álbum previo King of Kings y su semana debut de 68 000 copias, iDon fue descrito como un «fracaso». Según registros de Billboard en 2010, el álbum ha logrado ventas estimadas en 100 000 copias, sólo en Estados Unidos. El álbum ha vendido 4 millones de ventas en sencillos de descargas digitales en Billboard. El álbum ha vendido 1 millon de copias mundialmente.
En el 2010, el álbum fue certificado Platino por 75 mil descargas en Chile, fue certificado Oro en Argentina por la altas ventas,y fue certificado Oro en Paraguay.
El artista fue portada de la revista estadounidense de Billboard por ventas digitales en el 2009.También fue una de las mejores portadas de la historia de la música latina según Billboard.
El álbum fue reconocido como el álbum del futuro por establecer las ventas digitales por Billboard.
Por su parte, el sencillo «Virtual diva» tuvo una aparición destacada en la banda sonora de Fast & Furious, luego de haber aparecido canciones previas del cantante en la película Tokyo Drift, como «Bandoleros» y «Conteo».

## Promoción
Se había anunciado una nueva versión, iDon 2.0: The Prototype, con una fecha de publicación destinada para el 22 de septiembre de 2009. La publicación nunca fue oficial, pero sí se confirmaron colaboraciones con Daddy Yankee. Ambos se habían distanciado y no habían grabado ninguna canción juntos desde 2003, al final publicaron 3 duetos: «Desafío», la remezcla de «Hasta abajo» y «Miss Independence».

## Lista de canciones
| N.º   | Título           | Productor(es)                | Duración |  |
| 1.    | «The Chosen»     | Diesel                       | 3:51     |  |
| 2.    | «Virtual diva»   | Diesel                       | 4:03     |  |
| 3.    | «Blue Zone»      | Danny Fornaris               | 3:32     |  |
| 4.    | «Ciao Bella»     | Echo                         | 4:23     |  |
| 5.    | «Oasis»          | Echo · Effect-O              | 4:22     |  |
| 6.    | «Sexy Robótica»  | Lex · Robin · Danny Fornaris | 3:54     |  |
| 7.    | «How We Roll»    | Lex · Robin                  | 4:05     |  |
| 8.    | «Galactic Blues» | Danny Fornaris               | 4:00     |  |
| 9.    | «CO²»            | Danny Fornaris               | 3:00     |  |
| 10.   | «Sci-fi»         | Lex · Robin                  | 3:40     |  |
| 38:45 |                  |                              |          |  |

| iTunes Pre-Order Bonus Track |                                    |                 |          |  |
| N.º                          | Título                             | Productor(es)   | Duración |  |
| 11.                          | «Virtual Diva (Urban Mambo Remix)» | Jaz-Z           | 3:29     |  |
| 12.                          | «Club 3000»                        | Echo · Effect-O | 5:03     |  |
| 47:24                        |                                    |                 |          |  |

Notas
- «Sexy Robótica» contiene un sample de «Think (About It)» por Lyn Collins.
- «How We Roll» contiene voces no acreditadas de Rell.
- «Sci-fi» contiene un sample de «Perreo, perreo» por Geniokilla en Reggaetón Sex, Vol. 2 (2000).

## Créditos y personal
Adaptado de los créditos en el CD original.
- William Landrón – Artista principal, composición, productor ejecutivo.
- Carlos R. Pérez (Elastic People) – Director de arte creativo.
- Kiley del Valle – Diseño.
- Mateo García – Fotografía.
- Milton Cruz – Estilista.
- Adam Torres, José Vallejo – Management.
- David Zenick, Héctor Landrón – Booking.
- Nanette Lamboy – Relaciones públicas.
- Phil Chiore – Ingeniero de grabación, mezcla.
- Armando Rosario (Diesel) – Composición, producción (1, 2).
- Daniel «Danny» Fornaris – Composición, producción (3, 6, 8, 9).
- Paul Irizarry – Composición (4), producción.
- Eddie Montilla – Composición (4).
- Michael Colón – Producción (5, 12).
- Lex – Producción (6, 7, 10).
- Robin Méndez (DJ Robin) – Producción (6, 7, 10).

## Posicionamiento en listas
| Listas (2009)                        | Mejor posición |
| ------------------------------------ | -------------- |
| España (Top 100 Álbumes)             | 31             |
| Estados Unidos (Billboard 200)       | 32             |
| Estados Unidos (Latin Rhythm Albums) | 1              |
| Estados Unidos (Top Latin Albums)    | 1              |
| Estados Unidos (Top Rap Albums)      | 9              |
| México (Top 100 México)              | 51             |

| Listas (2009)                        | Posición |
| ------------------------------------ | -------- |
| Estados Unidos (Latin Rhythm Albums) | 5        |
| Estados Unidos (Top Latin Albums)    | 14       |

| Listas (2010)                        | Posición |
| ------------------------------------ | -------- |
| Estados Unidos (Latin Rhythm Albums) | 20       |

## Reconocimiento
| Año  | Premio                                 | Resultado |
| ---- | -------------------------------------- | --------- |
| 2009 | BEST URBAN MUSIC ALBUM (Latin Grammys) | Nominado  |

## Certificaciones
| País (Certificador) | Certificación | Ventas certificadas |
| --- | ------------- | ------------------- |
| Argentina (CAPIF) | Oro           | 20 000^             |
| Chile (IFPI) | Platino       | 75 000*             |
| ^cifras de envíos basadas únicamente en la certificación xcifras no especificadas basadas únicamente en la certificación |               |                     |